# Ikhthüsz (jelkép)

ΙΧΘΥΣ- Ιησους Χριστος Θεου Υιός Σωτηρ

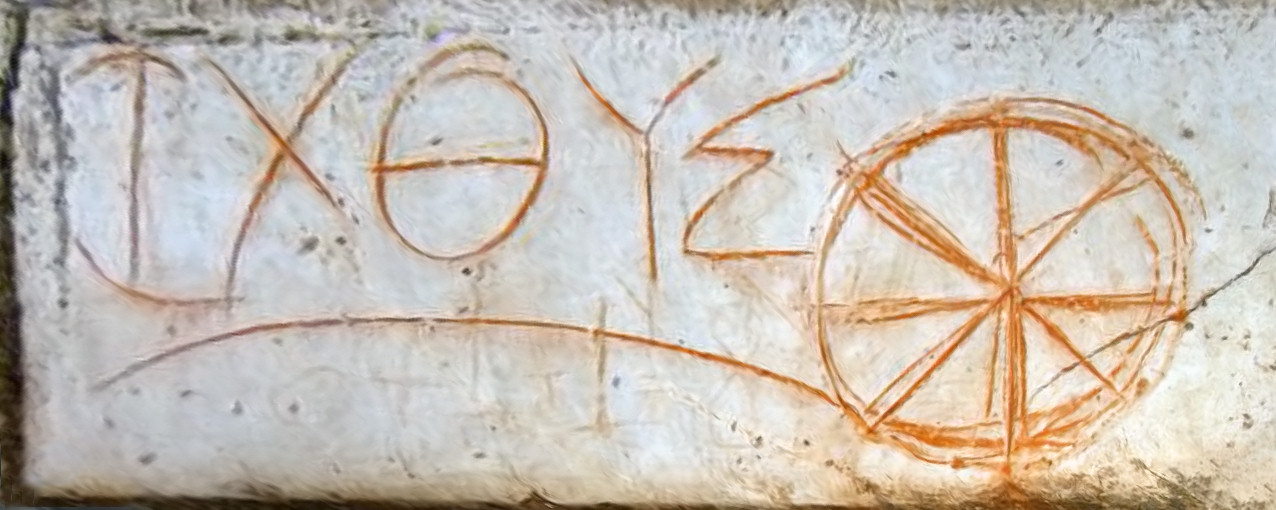
Epheszoszban található falfirka, mely tartalmazza a görög ikhthüsz szót

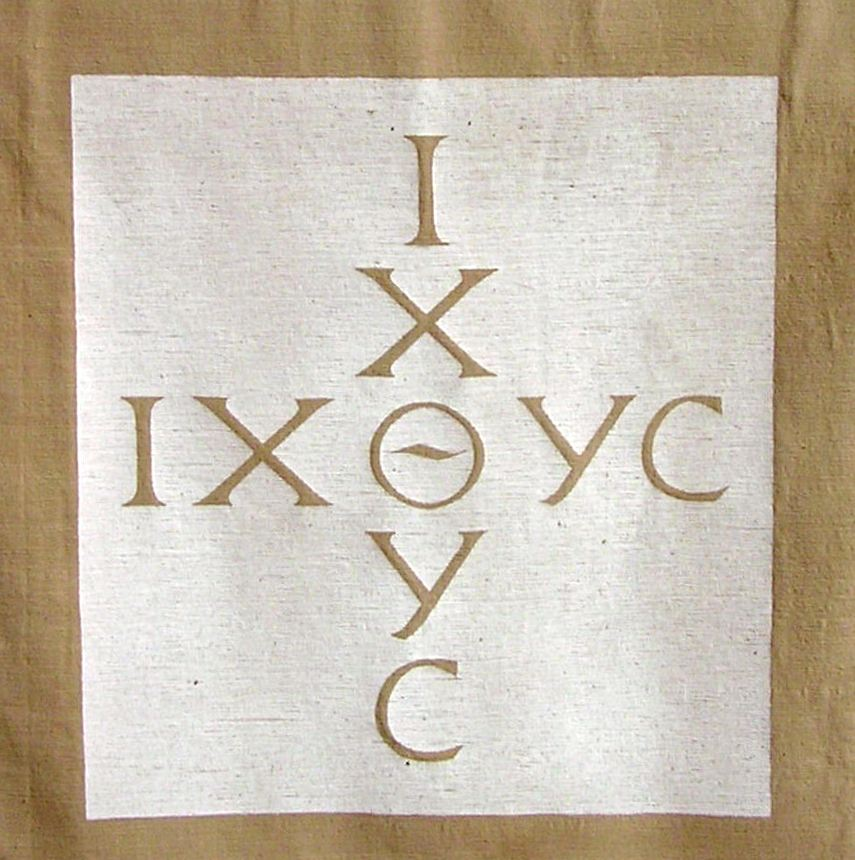
Az ikhthüsz talán erősebb jelentéstartalommal is bír, mint a kereszt, míg utóbbi csak a feltámadt Krisztusban való hitre mutat, az ikhtüsz teljesebb képet nyújt

Az ikhthüsz (görögül ΙΧΘΥΣ, latinul ichtys) keresztény vallási jelkép, a korai keresztények a szó betűiben újabb szavak kezdőbetűit látták (akrosztichon).

## Története
A Kr. u. 2. századból fennmaradtak olyan falvésetek, graffitik vagy sírdomborművek, amelyek halat vagy az IKHTHÜSZ feliratot és egy nyolcküllős kereket ábrázolnak. Ezek titkos jeleknek számítottak abban az időben, amikor a keresztény vallás még nem volt elfogadott, de a keresztény emberek, közösségek már meg akarták különböztetni magukat a más vallásúaktól.

## Jelkép
A görög IKHTHÜSZ halat jelent. Az akrosztichonnak  az alábbi jelentése van
A felirat:
1. - I - Jēszúsz (Ἰησοῦς), azaz Jézus személyét rejti az első betű
2. - Kh - Khrisztosz (Χριστός), Krisztus
3. - Th - Theoú (Θεóυ), Isten
4. - Ü - Hüiosz (Υἱός), Fia
5. - Sz - Szótér (Σωτήρ), Megváltó.

Az így összeolvasott mondat: Jézus Krisztus Isten Fia a Megváltó. A nyolcküllős kerék is ezt jelképezi, mert az összes görög betű – ΙΧΘΥΣ – megtalálható a kerékmotívumban.

## Fordítás
- Ez a szócikk részben vagy egészben  az   Ichthys című angol Wikipédia-szócikk fordításán alapul.  Az eredeti cikk szerkesztőit annak laptörténete sorolja fel. Ez a jelzés csupán a megfogalmazás eredetét és a szerzői jogokat jelzi, nem szolgál a cikkben szereplő információk forrásmegjelöléseként.